# Robert Hibbs Peebles
Robert Hibbs Peebles (1900- marzo 1956) fue un botánico, explorador estadounidense y destacado agrónomo del Departamento de Agricultura de los Estados Unidos.

## Algunas publicaciones
- 1937.  A New species of Opuntia series Dillenianae
- 1938.  A New Arizona Opuntia and related species in series Tortispinae
- lee s. Stith, paul j. Lyerly, robert hibbs Peebles. 1953. American-Egyptian cotton variety tests, El Paso Valley Experiment Station, 1951-52. Progress report. Ed. Texas Agricultural Experiment Station. 6 pp.

### Libros
- thomas henry Kearney, george j. Harrison, robert hibbs Peebles, harold jeffers Fulton, m. french Gilman. 1932. Botany: Arizona plants: further aditions to the recorded flora of the state, with notes on the characters and geographical distribution of these and others [i.e. other] species. Ed. Washington Academy of Sciences. 231 pp.
- thomas henry Kearney, robert hibbs Peebles. 1942.  Flowering plants and ferns of Arizona. Ed. U. S. Govt. print. off. miscellaneous publication, USDA: 423. 1.069 pp.
- robert hibbs Peebles, g.t. den Hartog, Elías h. Pressley. 1956.  Effect of spacing on some agronomic and fiber characteristics of irrigated cotton. N.º 1140 de Technical bulletin (USDA). 62 pp.
- thomas henry Kearney, robert hibbs Peebles. 1960. Arizona flora. Ed. University of California Press, 2ª ed. 1.085 pp. ISBN 0-520-00637-2

## Honores

### Epónimos
- (Cactaceae) Navajoa peeblesiana  Croizat[1]
- (Cactaceae) Neonavajoa peeblesiana (Croizat) Doweld[2]
- (Cactaceae) Toumeya peeblesiana (Croizat) W.T.Marshall[3]
- (Cactaceae) Utahia peeblesiana (Croizat) Kladiwa[4]

- La abreviatura «Peebles» se emplea para indicar a Robert Hibbs Peebles como autoridad en la descripción y clasificación científica de los vegetales.[5]